# Natriumjodid
Natriumjodid är en jonförening mellan natrium och jod. Den har formeln NaI.
Natriumjodid dopad med tallium (NaI:Tl+) är luminiscent om den utsätts för joniserande strålning. Det används därför i strålningsmätare, så kallade scintillatorer.
I kemisk syntes används natriumjodid i Finkelstein-reaktioner där en lättare halogenatom i en halogenalkan byts ut mot jod (som också är en halogen).
Natriumjodid används också för att behandla jodbrist.